# Top One
Top One est un groupe polonais de musique électronique, originaire de Varsovie, dont le style musical oscille entre disco polo, Italo disco et Eurodance.

## Histoire
Le groupe est formé en 1986 par quatre musiciens : Paweł Kucharski, Sylwester Raciborski, Mariusz Lubowiecki et Maciej Jamroz, qui modèlent d'abord leur style musical sur l'Italo disco, populaire dans les années 1980 en Europe,,. Le premier succès du groupe est la chanson Ciao Italia, enregistrée en 1989 avec Rafał Paczkowski et Polskie Radio. Ciao Italia, grâce à laquelle le groupe devient populaire dans toute la Pologne, (elle devient morceau no 1 lors du plébiscite du Lata z radiem Programme I de Polskie Radio), et l'un des coauteurs des paroles de la chanson était un parolier bien connu - Janusz Kondratowicz, qui, sous le pseudonyme de Jan Krynicz, s'occupe de la couche de texte sur plusieurs albums du groupe dans leur intégralité, et sur plusieurs autres albums, on peut trouver plusieurs chansons avec ses paroles chacune. Deux albums du groupe sortent en 1990 : No Disco, qui — en plus d'une nouvelle version de la chanson Ciao Italia — comprend des chansons telles que Lonely Star, We'll Go to the Top et Puerto Rico, entre autres, et Poland Disco contenant des chansons folk bien connues, notamment Miła moja, Santa Maria, White Bear et Golden Disc, qui ont été enregistrées dans un arrangement disco.
Le 29 février 1992, le groupe se produit lors du Gala de la chanson populaire et de trottoir au Palais des congrès de Varsovie (Gali Piosenki Popularnej i Chodnikowej w Sali Kongresowej w Warszawie), au cours duquel il interprète les chansons : Coraz wyżej, Granica et Santa Maria. Quelques mois plus tard, malgré les objections d'une partie de la communauté musicale polonaise, le groupe se produit au festival national de la chanson polonaise à Opole, où il reçoit le disque d'or. En 1992, le groupe sort un album intitulé Coraz wyżej, qui comprend les chansons Coraz wyżej, DJ zagraj dla nas, Serial zła et Chinatown, ainsi que - enregistré dans le style Eurodance - un album intitulé Cios za cios.
En 1993, le groupe enregistre un album intitulé. Wstań i walcz, dont sont issues les chansons Wstań i walcz, Hey Holiday, Śpiewam i gram. La même année, un album intitulé Rock'n Dance, qui reprend des chansons de rock polonais dans des arrangements disco. Entre 1994 et 2002, les chansons du groupe sont diffusées à la télévision Polsat dans l'émission musicale Disco Relax.
En 1995, le groupe participe à la campagne présidentielle d'Aleksander Kwaśniewski, au cours de laquelle il interprète une chanson intitulée Ole Olek !, pour laquelle il s'excuse plus tard dans une chanson intitulée Intro (Listen from Back) d'un album intitulé Ye, O! « Nous nous excusons auprès de vous, Pologne, pour ce que nous vous avons fait. Sans le vouloir, nous avons changé votre destin. Nous avons nous-mêmes été lamentablement trompés, et nous n'avons même pas reçu une poignée d'argent pour ça. »
Au cours des années suivantes, Top One enregistre d'autres albums, qui ne sont plus aussi populaires auprès des amateurs de disco et de disco polo. Après la suppression de l'émission Disco Relax sur la chaîne de télévision Polsat en 2002, le groupe, à l'exception de quelques concerts, ne se produit pas sur scène pendant un certain temps et est absent des médias. Il ne revient qu'en 2005 avec de nouvelles chansons. Le label Magic Records sort l'album Hello ! en mars 2006. En novembre 2007, Top One apparaît dans la série télévisée Na Wspólnej sur TVN (épisodes 879 et 880), dans laquelle ils incarnent un groupe jouant au mariage de Żaneta et Grzegorz Zięb. Entre 2003 et 2011, le groupe compte dans ses rangs le claviériste Emil Jeleń, qui est le leader de Beat Magic entre 1995 et 1997 et de nouveau à partir de 2011. Les artistes qui ont commencé leur carrière dans le groupe sont : Daniel Skarżyński (connu pour sa chanson Crazy Cheering) et la chanteuse Katarzyna Lesing (connue pour sa chanson Big Blue).

## Discographie
- 1990 : No Disco no.1 (disque d'or)
- 1990 : Poland Disco no. 2 (disque de platine)
- 1991 : Kiedyś...
- 1991 : Remix'91
- 1992 : Coraz wyżej (disque de platine)
- 1992 : Cios za cios
- 1993 : Wstań i walcz
- 1993 : Rock’n Dance
- 1994 : Dzieci Europy
- 1995 : Freedom
- 1998 : Ye, O!
- 1999 : The Best of Top One 1989–1999
- 2000 : Disco Mix 2000
- 2000 : Białe Misie i...!!!
- 2000 : Kolędy
- 2001 : Lśnienie gwiazd
- 2002 : The Best Original Vol. 1
- 2006 : Hello! (2006)
- 2009 : Top One – Wielka Kolekcja Disco Polo Vol. 4
- 2011 : Top-One – Promo CD
- 2014 : Diamentowa kolekcja disco polo: Top One
- 2016 : Top-One – Promo CD[13]